# 히스타민
히스타민은 외부자극(스트레스, stress)에 대하여 신체가 빠른 방어 행위를 하기 위하여 분비하는 유기 물질 중의 하나이다. 즉, 상처가 난 곳이 붉게 부어오르며 통증을 느끼게되는 염증반응(inflammation)이 일어나게 하는 물질이다. 히스타민은 호염구,비만세포 등에서 분비한다.
이들 면역물질과 면역세포들에 의한 식세포활동은 감염 미생물의 제거 또는 불활성화를 일으키고 그 결과 죽은 미생물, 세포잔해 및 백혈구들이 모여 고름이 된다.

## 기능
1. 주변 모세혈관이 확장되어 상처가 난 부위의 혈류량을 늘린다.
2. 혈관을 확장시키고, 혈관 내벽을 구성하는 내피세포들이 활성화되어 순환하는 백혈구들의 결합을 촉진시킨다.
3. 모세혈관의 투과성을 높여 혈장성분의 유입과 함께 상처부위로의 항미생물 단백질과 보체단백질의 공급을 촉진시킨다.

비슷한 기능을 가진 물질로는 세로토닌, 키닌, 보체, 인터페론 등이 있다.

## 화학식
|          |          |
| 히스타민 | 세로토닌 |

## 같이 보기
- 항히스타민제